# Абрамов, Анатолий Михайлович
Анатолий Михайлович Абрамов (1917—2005) — советский и российский писатель

, педагог и учёный, литературовед, поэт. Заслуженный деятель науки РФ, член Союза Российских писателей, член редколлегии журнала «Подъём» (1957—2005), член Международной ассоциации литературных критиков с 1969 года (Париж).

## Биография
Окончил филологический факультет Саратовского пединститута. По совету и рекомендации А. П. Скафтымова поступил в 1939 году в аспирантуру ИФЛИ.
Участник Великой Отечественной войны (Карельский фронт). После войны окончил аспирантуру МГУ и защитил в 1949 году диссертацию «Поэтическое мастерство В. Маяковского в поэме „В. И. Ленин“» (МГУ) под руководством Л. И. Тимофеева. Доктор филологических наук (1970), доцент, а затем профессор Воронежского университета (1949—2005).
В 1960 г. в ВГУ была создана кафедра советской литературы, которую А. М. Абрамов возглавлял 21 год (1960—1981).
В 1969 году в диссертационном совете МГУ он защитил докторскую диссертацию «Лирика и эпос Великой Отечественной войны. Проблематика. Стиль. Поэтика». В 1971 г Абрамову было присвоено звание профессора. С 1981 г. он работал в должности профессора кафедры русской литературы ХХ в.
Основную сферу литературной деятельности Абрамова как критика и литературоведа составляла русская литература советского периода. Практически всю жизнь писал стихи. Первые стихи публиковались в альманахе «Литературный Саратов» в 1936—1938 гг., публиковался затем во фронтовой печати, потом в большом количестве сборников поэтов-фронтовиков. Его стихи опубликованы в престижном издании «Венок славы», сборнике «Поэзия — ты вся из окопа», в «Антологии русского лиризма» и многих других. Был участником Первого Всесоюзного совещания молодых писателей в 1947 году, многих писательских съездов и совещаний. В своей докторской диссертации А. Абрамов, видимо впервые, выполнил серьёзный анализ творчества поэтов — узников фашистских лагерей смерти. Вокруг этого, помимо большой архивной работы и обширной переписки с оставшимися в живых поэтами, была отчаянная борьба за право сказать об этом правду. Этой теме была посвящена его речь на втором съезде писателей РСФСР (1966). Абрамовым опубликовано более 200 критических и литературоведческих работ, в том числе первые положительные критические отзывы о Василии Кубанёве, Анатолии Жигулине, Алексее Прасолове и других поэтах. В Воронежском Государственном университете по инициативе Анатолия Абрамова была создана кафедра советской литературы, которой он руководил в течение 22-х лет. В течение нескольких десятилетий вёл обширную переписку со многими известными писателями. Ещё в 1934 году получил ответ от Шолохова, которому посылал свои стихи. В послевоенные годы переписывался с Исаковским, который написал Абрамову около сотни писем. Опубликована переписка А. Абрамова с Твардовским. В 14 томе собр. соч. Виктора Астафьева на стр. 175 опубликовано интересное письмо А. Абрамову, посвящённое поэзии Рубцова и Прасолова.

## Произведения
- Абрамов А. М. «И я вступаю в диалог». Сборник стихотворений. — 2001. — ??? с.
- Абрамов А. М. Ермак. Поэма. — Подъём. — № 7. — 2003. — С. ???
- Абрамов А. М. Письма Александра Твардовского. — Подъём. — № 1. — 2001. — С. ???

### Литературоведческие книги
- Поэтическое мастерство Маяковского в поэме «Владимир Ильич Ленин» (1953);
- «Поэма Маяковского „Владимир Ильич Ленин“» (1955);
- «Октябрьская поэма Маяковского» (1958);
- «Голоса земли Алексея Кольцова» (1964);
- «Лирика и эпос Великой Отечественной войны» (1 изд. — 1972, 2 изд. — 1975);
- «В соавторстве с временем» (1982);
- «В огне великой войны. Проблематика. Стиль. Поэтика» (1987).